# باتريس دومينغيز
باتريس دومينغيز (بالفرنسية: Patrice Dominguez)‏ مواليد 12 يناير 1950 في الجزائر، الاحتلال الفرنسي للجزائر - الوفاة 12 أبريل 2015 في باريس، كان لاعب كرة مضرب فرنسي وكان يلعب باليد اليسرى. أعلى تصنيف له في الفردي كان المركز الـ 36 في سنة 1973.

## النهائيات

### الزوجي المختلط
الوصافة (2)
| التاريخ | الدورة         | الأرضية | الشريك          | المنافس                      | النتيجة   |
| ------- | -------------- | ------- | --------------- | ---------------------------- | --------- |
| 1973    | فرنسا المفتوحة | ترابية  | بيتي ستوف       | فرانسواز دور جان كلود باركلي | 1–6, 4–6  |
| 1978    | فرنسا المفتوحة | ترابية  | فرجينيا روزيتشي | ريناتا تومانوفا بافيل سلوجيل | 6–7, ret. |

## روابط خارجية
- باتريس دومينغيز على موقع رابطة محترفي التنس (الإنجليزية)
- باتريس دومينغيز على موقع الاتحاد الدولي لكرة المضرب (الإنجليزية)
- باتريس دومينغيز على موقع كأس ديفيز (الإنجليزية)
- باتريس دومينغيز على موقع خلاصة التنس.كوم (الإنجليزية)